# 에기르
에기르(고대 노르드어: Ægir→바다)는 북유럽 신화에 등장하는 바다의 신이자 해양생물들의 왕이다. 바닷속의 궁전에서 에일 맥주를 빚고 다른 신들을 불러 연회를 여는 역할로 잘 알려져 있다.
피마펭과 엘디르라는 시종을 두고 있으나, 이 중 피마펭은 로키에게 죽임 당했다.
《노르웨이 건국사》와 스노리 스투를루손의 《신 에다》 중 〈시어법〉에서는 에기르를 래쇠 섬에 사는 바다의 거인 흘레르(고대 노르드어: Hlér)와 동일시하고 있다. 〈시어법〉은 시의 신 브라기가 다른 신들을 방문한 에기르에게 시작법을 가르쳐 준다는 내용으로 되어 있다..
《고 에다》 중 〈로키의 말다툼〉에서 에기르는 토르와 티르가 가져온 거대한 독 또는 솥으로 에일 맥주를 양조해서 다른 신들을 초대해 연회를 벌인다. 토르와 티르가 휘미르에게서 솥을 뺏어온 이야기는 〈휘미르의 서사시〉에 나온다.
〈로키의 말다툼〉 서문과 스노리의 케닝 목록에는 에기르가 게르드의 아버지인 기미르이기도 하다고 서술하고 있는데, 이것은 케닝을 잘못 해석한 오류임이 명백하다. 〈로키의 말다툼〉 마지막 절에서 로키는 라그나로크 때 에기르의 궁전과, 궁전 안에 쌓인 모든 재산과, 에기르 본인의 등뼈까지 불꽃에 덮여 불타 버릴 것이라고 예언한다.

## 가족관계

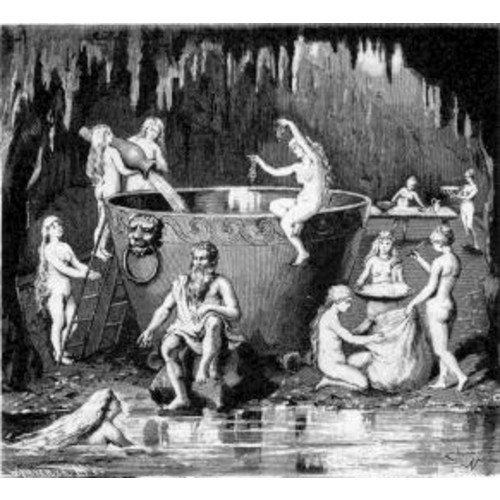
맥주를 빚는 에기르 가족.

《노르웨이 건국사》에 따르면 에기르는 핀란드와 크벤란드와 고틀란드의 왕이자 거인인 표르뇨트의 아들이다. 또한 로기(Logi, "불")와 카리(Kari, "바람")의 형제라고 한다.
에기르의 아내는 바다의 여신 란(Rán)이다. 그녀는 에기르와의 사이에서 아홉 물결의 여신들을 낳았다. 그 딸들의 이름은 다음과 같다.
- 바라(Bára) 또는 드로픈(Dröfn): "파도"
- 블로두가다(Blóðughadda): "핏빛 붉은 머리카락을 가진 자" - 해상 전투가 일어나고 난 뒤의 파도 빛깔
- 뷜갸(Bylgja): "큰 파도"
- 두파(Dúfa): "요동치는 파도"
- 헤프링(Hefring): "무너지는 파도"
- 히밍래바(Himinglæva): "하늘의 빛을 반사하는 파도"
- 흐론(Hrönn): "움켜쥐는 파도"
- 콜가(Kólga): "으스스한 파도"
- 운느르(Unnr) 또는 우드르(Uðr): "파도"

## 같이 보기
- 뇨르드

## 참고 자료
- de Vries, Jan (1956). Altgermanische Religionsgeschichte Volume 1. 2nd ed. Berlin: de Gruyter. Repr. 1970.
- Lindow, John (2001). Norse Mythology: A Guide to the Gods, Heroes, Rituals, and Beliefs. Oxford University Press. ISBN 0-19-515382-0
- Simek, Rudolf (1993). Dictionary of Northern Mythology, tr. Angela Hall. Cambridge: Brewer. Repr. 2000. ISBN 0-85991-513-1